# Golf du Médoc
Le Golf du Médoc est un établissement de golf situé sur la commune du Pian-Médoc, au nord de Bordeaux en Gironde. Il est ouvert depuis 1989.
Il est la propriété des hommes d'affaires Jérôme Seydoux et Gérard Pélisson. Il est dirigé par Vincent Paris.

## Parcours
Il propose sur 3,8 hectares deux parcours de 18 trous : 
- le parcours des Châteaux, par 71 de 6 576 m, dessiné en 1989 par l'architecte américain Bill Coore, s'inscrit dans la tradition des links écossais. Ce parcours a été désigné « meilleur golf de France » lors des World Golf Awards en 2014[1], 2016, 2017[3] et 2018.
- le parcours des Vignes, par 71 de 6 220 mètres, conçu par le Canadien Rod Whitman en 1991[4].

Le magazine Golf World l'a désigné 8e meilleur golf d'Europe.

## Services
Le Golf dispose d'un practice comportant 56 postes dont 15 couverts.
Un hôtel, le Golf du Médoc Resort (groupe Accor), raccroché au club-house du golf, a été ouvert en mai 2007. Il est composé de 79 chambres sur deux niveaux et d'un spa.

## Compétitions
Le club a été l'hôte de plusieurs compétitions professionnelles telles que :
- le Challenge Chargeurs (Challenge Tour) en 1992 (Géry Watine), 1993 (Adam Metnick) et 1994 (Daniel Chopra) ;
- l'Open Novotel Perrier (en) en double (European Tour) en 1996 (Jonathan Lomas et Steve Bottomley), 1997 (Michael Jonzon et Anders Forsbrand) et 1998 (Jarmo Sandelin et Olle Karlsson) ;
- le Novotel Perrier Open de France en 1999 (victoire de Retief Goosen)[6] ;
- la finale du Challenge Tour en 2001 (Richard Bland), 2002 (Peter Lawrie), 2003 (José Manuel Carriles) et 2004 (David Drysdale)[7] ;
- le Grand Prix Schweppes PGA France entre 2009 et 2015[7] ;
- le Lacoste Ladies Open de France entre 2018 et 2021[7] ;
- le Championnat de France depuis 2022[8].

De nombreux champions internationaux ont pu s’exprimer sur ces parcours : Ben Crenshaw, Severiano Ballesteros, Sam Torrance, José Maria Olazábal, Sergio García, Colin Montgomerie, Ian Woosnam, Trevor Immelman, Angel Cabrera, Costantino Rocca, Eduardo Romero, Alexander Cejka, Mark Roe, Ignacio Garrido, Santiago Luna, Jean-François Remesy, Marc Farry, Jean Van de Velde, Raphaël Jacquelin.